# John Wheatley

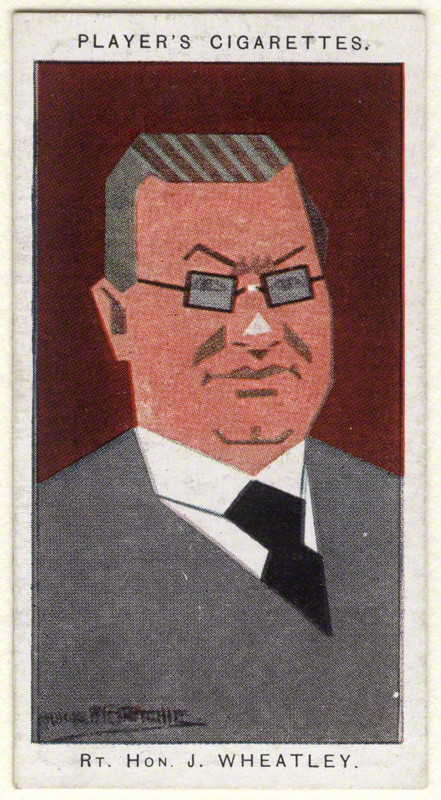
John Wheatley.

John Wheatley, född den 19 maj 1869, död 12 maj 1930, var en skotsk politiker.
Wheatley, som ursprungligen var gruvarbetare, var i tio år stadsfullmäktig i Glasgow och från 1922 medlem av underhuset, där han tillhörde arbetarpartiet. Wheatley var hälsovårdsminister i Macdonalds kabinett januari-november 1924. Han tillhörde ministärens radikala flygel och sysslade företrädesvis med åtgärder för bostadsnödens bekämpande.